# Дубровиця (Лежайський повіт)
Дубровиця (пол. Dąbrowica) — село на Закерзонні, у Польщі, у гміні Курилівка Лежайського повіту Підкарпатського воєводства.
Населення — 642 особи (2011).

## Історія
У 1589 р. в селі оброблялось 10 ланів ріллі.
У 1624 р. село знищене татарським набігом.
У 1674 р. в селі було 33 будинки.
У 1830 р. в селі вже була парафіяльна школа при греко-католицькій церкві.
У 1898 р. вибрано війтом Ілька Федорка, у 192 будинках було 1116 мешканців.
На 01.01.1939 в селі проживало 1140 мешканців, з них 910 українців, 190 поляків і 40 євреїв. Село належало до ґміни Курилувка Ярославського повіту Львівського воєводства.
1945 року відповідно до «Угоди про взаємний обмін населенням у прикордонних районах» частина українського населення Дубровиці була виселена в СРСР. Жителі Дубровиці були переселені в населені пункти Тернопільської і Станіславської областей — вивезено 667 осіб (167 сімей). Решту українців у 1947 р. депортовано на понімецькі землі.

## Демографія
Демографічна структура станом на 31 березня 2011 року:
|          | Загалом | Допрацездатний вік | Працездатний вік | Постпрацездатний вік |
| -------- | ------- | ------------------ | ---------------- | -------------------- |
| Чоловіки | 328     | 85                 | 221              | 22                   |
| Жінки    | 314     | 78                 | 190              | 46                   |
| Разом    | 642     | 163                | 411              | 68                   |

## Церква
У 1663 р. Микола-Єронім Сенявський подарував землю під церкву братам Івану і Григорію Поповичам. У 1664—1667 рр. збудована дерев'яна церква св. Параскеви. В 1850 р. церква відремонтована і розширена. Це була парафіяльна церква Ярославського деканату Перемишльської єпархії.
Нова мурована церква збудована 1904 року. З 1920 р. належала до Сінявського деканату. В ній парохом став Микола Добрянський, якого замучили поляки 22 червня 1944 р. Після виселення українців церкву перетворили на костел.